# E-1
E-1 е ракетен двигател, създаден от американската корпорация „Рокетдайн“.
Представлява течногоривен ракетен двигател, проектиран като резервен вариант на ракетата Титан I. Докато е в процес на разработка, Хайнц-Херман Кьоле от Агенцията за балистични ракети на американската армия го избира за основен двигател на ракетата, която влиза в употреба под името Сатурн I. В крайна сметка Титан I влиза в употреба с основния предвиден за него двигател, а за Сатурн I е взето решение да се използва по-малко мощният двигател H-1, за да бъде ускорена разработката. През 1959 г. проектът E-1 е прекратен, но успехът му дава на НАСА увереност, че „Рокетдайн“ ще могат да разработят много по-големия F-1, който се използва в лунните ракети Сатурн V.

## История

### Създаване на проекта
През юли 1954 г. работната група по междуконтинентални балистични ракети (МКБР) на научния съвет към американските военновъздушни сили изказва съмненията си в течащата тогава разработка на ракетата Атлас. За да постигне желаните качества, Атлас използва голям брой нововъведения. Работната група преценява, че рискът някое от тях да се окаже неработещо, и да провали проекта, е твърде голям, и дава съвет за намаляване на риска да бъде разработен резервен вариант за МКБР.
Командването на военновъздушните сили приема съвета, и възлага на корпорацията „Рамо-Уудридж“ да проучи въпроса. Те поканват компаниите „Локхийд“ и „Глен Л. Мартин“ да предложат алтернативни схеми за МКБР. На базата на анализите на двете компании е предложено военновъздушните сили да започнат разработката на нова ракета, която да използва конвенционална структура вместо „балонните резервоари“ на Атлас и две степени вместо схемата „степен и половина“.

### Титан
След разглеждането на двата проекта с „Глен Л. Мартин“ е сключен договор, на базата на който е създадена ракетата „Титан“. Фирмата „Аероджет Дженерал“, избрана за доставчик на двигателите, създава двукамерния LR-87 за първата степен и единичния LR-91 за втората. Спазвайки концепцията за намаляване на риска, която е водеща в проекта „Титан“, военните възлагат на „Рокетдайн“ (тогава подразделение на „Норд Американ Авиейшън“ – отделя се от тях през 1955 г.) да разработи резервен вариант за двигател.
„Рокетдайн“ решават да спазят изискването за мощност около 1500 kN мощност чрез един голям двигател, вместо чрез група по-малки. За основа е избрана схемата на техния успешен двигател MB-3/S-3 (LR-79), използван в ракетите „Тор“ и „Юпитер“. Развита е чрез увеличаване на размера и оптимизиране на соплото за работа на по-малки височини (на по-големи е било предвидено да работи втората степен).
Двигателят е разработен бързо – прототипи са изпратени в полевата лаборатория „Санта Сузана“ през 1955 г. Създаването на стабилен горивен инжектор обаче се оказва по-трудно, и отнема 18 месеца. След това е работено по увеличаване на мощността, докато е постигната 1689 kN на морското равнище. Ускорителна степен, задвижвана от E-1, е изстреляна пробно на 10 януари 1956 г.

### Сатурн
През април 1957 г. Вернер фон Браун възлага на Хайнц-Херман Кьоле създаването на система за изстрелване в космоса, по поръчение на (неофициалната тогава) Агенция за перспективни научни проекти (АПНП) към американската армия. Кьоле решава, че за постигане на поставените изисквания (извеждане на орбита на 10 до 20 000 паунда – 4.5 до 9 тона) е нужна ракетна степен с мощност 4500 kN.
Докато търси двигател, способен да развие подобни мощности, той научава от Джордж Сътън от „Рокетдайн“ за E-1. Това е най-мощният двигател, който може да бъде използван в сроковете, изисквани от агенцията. Кьоле решава, че ще използва група от четири E-1 като основа за новата степен, която носи работното име „Джуно V“ (поредният проект от серията „Джуно“). Горивото се е планирало да бъде подавано от пакет резервоари, адаптирани от съществуващите ракети „Юпитер“ и „Редстоун“. В последващите месеци екипът започва да нарича проекта си „Сатурн“ (на следващата планета след „Юпитер“, последният успешен проект на екипа). Към края на годината името става официално.
След изстрелването на „Спутник-1“ на 4 октомври 1957 г. САЩ са в паника по въпроса за настигането на СССР в космическата надпревара. Бързо се налага идеята за създаване на гражданска космическа агенция (която по-късно става НАСА). По това време военните вече са изгубили интерес към идеята за „Сатурн“ поради липса на изисквания за подобен проект, и на 1 юли 1960 г. се съгласяват да придадат екипа на Агенцията за балистични ракети към НАСА.
През юли 1958 г. фон Браун е посетен от Дик Канрайт и Боб Йънг от АПНП, които го информират, че имат още 10 милиона долара бюджет, преди да бъдат придадени към НАСА. Фон Браун повиква Кьоле, който представя модел в мащаб 1:10 на „Джуно V“, снабден с двигател E-1. Канрайт и Йънг отбелязват, че двигателят няма да е готов в срок, и питат дали ракетата може да бъде реализирана със съществуващ към момента двигател. Кьоле предлага вместо E-1 да се използват осем двигателя S-3D, и е постигнато съгласие.
Създаването на „Сатурн“ продължава на базата на леко подобрен вариант на S-3D – H-1. Когато НАСА присъединява АПНП, преценява проекта като стойностен, и финансира продължаването му.

### Прекратяване на проекта
Когато „Аероджет“ демонстрира успешно LR-71, разработката на „Титан“ продължава с този двигател, и първите бройки са доставени на Военновъздушните сили през 1958 г. Кьоле обмисля продължаването на разработката на E-1 със средства от неговия бюджет, но се отказва. Фон Браун по-късно отбелязва, че цената на разработката би била твърде висока за минималната добавка в мощността, която биха получили, особено при положение че единичен F-1 би бил по-мощен от цялата четворка E-1. „Рокетдайн“ предлагат на Военновъздушните сили да прекратят интереса си към E-1, което е изпълнено, и разработката на двигателя е спряна.

## Описание
E-1 е еднокамерен течногоривен ракетен двигател, който работи с RP-1 и течен кислород. Горивото се доставя от турбопомпи, задвижвани от газгенератор, който изхвърля отработените газове извън двигателя. Мощността му е около 1680 kN на морското ниво (около 1880 kN във вакуум), което съответства на специфичен импулс от 260 до 290 секунди. Горивната камера и соплото се охлаждат регенеративно, чрез система, подобна на тази на S-3 и F-1.